# Sinal de Troisier
Sinal de Troisier é o achado de um linfonodo supraclavicular esquerdo aumentado e endurecido. É indicativo de cânceres abdominais, em particular do câncer gástrico.
O linfonodo geralmente palpado para identificar-se o sinal de Troisier é o nodo de Virchow.
O sinal de Troisier recebe o nome em homenagem ao patologista francês Charles Emile Troisier.